# Świniów
Świniów [ˈɕfiɲuf] est un village polonais, dans le Powiat de Szydłowiec et dans la voïvodie de Mazovie dans le centre-est de la Pologne.
Il est situé à environ 9 kilomètres au nord-est de Szydłowiec et à 102 kilomètres au sud de Varsovie.

Sa population compte 76 habitants en 2006.